# A Győri ETO FC 2023–2024-es szezonja
A Győri ETO FC a 2023–2024-es szezonban az NB2-ben indul, miután a 2022–2023-as NB2-es szezonban tizenegyedik helyen zárta a bajnokságot.
A MOL Magyar Kupába a 3. fordulóban csatlakoztak be, ellenfelük a negyedosztályú Zsámbék együttese volt, akik ellen 0–2-es eredménnyel jutottak tovább. A legjobb 32 között az NB I-es Debrecen volt az ellenfelük, akik ellen kikaptak 0–1-re és búcsúztak a sorozattól.

## Változások a csapat keretében
A vastaggal jelzett játékosok felnőtt válogatottsággal rendelkeznek.

### Érkezők
| Dátum                | Név               | Nemzet      | Poszt       | Kor | Honnan                     | Szerződés megnevezése | Átigazolási időszak | Szerződés vége    | Átigazolás összege | Forrás |
| -------------------- | ----------------- | ----------- | ----------- | --- | -------------------------- | --------------------- | ------------------- | ----------------- | ------------------ | ------ |
| 2023. június 15.     | Szépe János       | szlovák     | hátvéd      | 27  | MTK Budapest (NB I)        | szabadon igazolható   | 2023. évi nyári     | 2025              | ingyen             | [ 3 ]  |
| 2023. június 17.     | Buna Gábor        | magyar      | hátvéd      | 21  | Kecskemét (NB I)           | szabadon igazolható   | 2023. évi nyári     | 2024              | ingyen             | [ 4 ]  |
| 2023. július 4.      | Claudiu Bumba     | román       | középpályás | 29  | Fehérvár (NB I)            | szabadon igazolható   | 2023. évi nyári     | 2025              | ingyen             | [ 5 ]  |
| 2023. július 5.      | Eduard Pap        | román       | kapus       | 29  | Botoșani (román I)         | szabadon igazolható   | 2023. évi nyári     | 2026              | ingyen             | [ 6 ]  |
| 2023. július 6.      | Yasin Hamed       | szudáni     | csatár      | 23  | Nyíregyháza (NB II)        | átigazolás            | 2023. évi nyári     | 2024              | ingyen             | [ 7 ]  |
| 2023. július 7.      | Paul Anton        | román       | középpályás | 32  | Arad (román I)             | szabadon igazolható   | 2023. évi nyári     | 2025              | ingyen             | [ 8 ]  |
| 2023. július 8.      | Csóka Bálint      | szlovák     | csatár      | 20  | Somorja (szlovák II)       | átigazolás            | 2023. évi nyári     | Nem publikus      | ingyen             | [ 9 ]  |
| 2023. július 9.      | Matija Krivokapic | montenegrói | csatár      | 20  | Dunaszerdahely (szlovák I) | kölcsön               | 2023. évi nyári     | 2024              | –                  | [ 10 ] |
| 2023. július 11.     | Luciano Vera      | argentin    | hátvéd      | 21  | Dunaszerdahely (szlovák I) | kölcsön               | 2023. évi nyári     | 2024              | –                  | [ 11 ] |
| 2023. július 12.     | Michal Škvarka    | szlovák     | középpályás | 30  | Levadiakósz (görög II)     | szabadon igazolható   | 2023. évi nyári     | Nem publikus      | ingyen             | [ 12 ] |
| 2023. július 14.     | Mamady Diarra     | mali        | csatár      | 23  | Cádiz B (spanyol IV)       | átigazolás            | 2023. évi nyári     | 2025              | ingyen             | [ 13 ] |
| 2023. július 17.     | Kovács Márk       | román       | hátvéd      | 19  | Dunaszerdahely (szlovák I) | kölcsön               | 2023. évi nyári     | 2024              | –                  | [ 14 ] |
| 2023. július 19.     | Christopher Kröhn | osztrák     | csatár      | 24  | Floridsdorfer (osztrák II) | átigazolás            | 2023. évi nyári     | 2025              | ingyen             | [ 15 ] |
| 2023. július 28.     | Riquelme          | brazil      | középpályás | 20  | Dunaszerdahely (szlovák I) | kölcsön               | 2023. évi nyári     | 2024              | –                  | [ 16 ] |
| 2023. szeptember 1.  | Fábio Vianna      | portugál    | hátvéd      | 24  | Farul (román i)            | átigazolás            | 2023. évi nyári     | Nem publikus      | ismeretlen összeg  | [ 17 ] |
| 2023. szeptember 12. | Deian Boldor      | román       | hátvéd      | 28  | Chindia (román II)         | átigazolás            | 2023. évi nyári     | Nem publikus      | ingyen             | [ 18 ] |
| 2023. november 4.    | Matteo Lucarelli  | olasz       | hátvéd      | 22  | klub nélküli               | szabadon igazolható   | 2023. évi nyári     | 2024              | ingyen             | [ 19 ] |
| 2024. január 4.      | Nenad Lukić       | szerb       | csatár      | 31  | Csangcsun Jataj (kínai I)  | átigazolás            | 2024. évi téli      | 2025              | ingyen             | [ 20 ] |
| 2024. január 16.     | Urblík Norbert    | szlovák     | hátvéd      | 19  | Dunaszerdahely (szlovák I) | kölcsön               | 2024. évi téli      | 2024              | –                  | [ 21 ] |
| 2024. január 26.     | Gyurákovics Erk   | magyar      | kapus       | 24  | Somorja (szlovák II)       | átigazolás            | 2024. évi téli      | 2025              | ingyen             | [ 22 ] |
| 2024. január 31.     | Gabriel Boschilia | brazil      | középpályás | 27  | klub nélküli               | szabadon igazolható   | 2024. évi téli      | 2024 + 1 év opció | ingyen             | [ 23 ] |
| 2024. február 1.     | Tarcsi Róbert     | szlovák     | csatár      | 19  | Somorja (szlovák II)       | kölcsön               | 2024. évi téli      | 2024              | –                  | [ 24 ] |

### Kölcsönből visszatérők
| Dátum              | Név              | Nemzet    | Poszt  | Kor | Honnan                | Átigazolási időszak | Szerződés vége |
| ------------------ | ---------------- | --------- | ------ | --- | --------------------- | ------------------- | -------------- |
| 2023. június 16.   | Farkas Balázs    | magyar    | csatár | 21  | Siófok (NB II)        | 2023. évi nyári     | Nem publikus   |
| 2023. december 31. | Nicolás Morínigo | paraguayi | csatár | 23  | Kazincbarcika (NB II) | 2024. évi téli      | Nem publikus   |
| 2023. december 31. | Hanzli Péter     | magyar    | csatár | 21  | Somorja (szlovák II)  | 2024. évi téli      | Nem publikus   |

### Utánpótlásból felkerültek
| Dátum           | Név          | Nemzet | Poszt       | Kor | Átigazolási időszak | Szerződés vége |
| --------------- | ------------ | ------ | ----------- | --- | ------------------- | -------------- |
| 2023. július 1. | Tóth Rajmund | magyar | középpályás | 19  | 2023. évi nyári     | 2026           |
| 2023. július 1. | Hanzli Péter | magyar | csatár      | 21  | 2023. évi nyári     | Nem publikus   |

### Távozók
| Dátum               | Név                 | Nemzet    | Poszt       | Kor | Hova                       | Szerződés megnevezése    | Átigazolási időszak | Szerződés vége | Átigazolás összege | Forrás |
| ------------------- | ------------------- | --------- | ----------- | --- | -------------------------- | ------------------------ | ------------------- | -------------- | ------------------ | ------ |
| 2023. május 22.     | Priskin Tamás       | magyar    | csatár      | 36  | visszavonult               | visszavonult             | 2023. évi nyári     | –              | –                  | [ 25 ] |
| 2023. június 12.    | Papp Milán          | magyar    | hátvéd      | 21  | Kazincbarcika (NB II)      | átigazolás               | 2023. évi nyári     | Nem publikus   | ingyen             | [ 26 ] |
| 2023. június 14.    | Kiss Bence          | magyar    | középpályás | 24  | Kecskemét (NB I)           | szabadon igazolható      | 2023. évi nyári     | Nem publikus   | ingyen             | [ 27 ] |
| 2023. június 16.    | Borsos Filip        | magyar    | csatár      | 23  | Ajka (NB II)               | átigazolás               | 2023. évi nyári     | 2025           | ingyen             | [ 28 ] |
| 2023. június 19.    | Fadgyas Tamás       | magyar    | kapus       | 27  | Kecskemét (NB I)           | szerződésbontás          | 2023. évi nyári     | 2025           | ingyen             | [ 29 ] |
| 2023. június 20.    | Óvári Zsolt         | magyar    | csatár      | 26  | Szeged GA (NB II)          | átigazolás               | 2023. évi nyári     | 2025           | ingyen             | [ 30 ] |
| 2023. június 22.    | Kovács Krisztián    | magyar    | hátvéd      | 23  | Paks (NB I)                | szabadon igazolható      | 2023. évi nyári     | 2026           | ingyen             | [ 31 ] |
| 2023. június 30.    | Csinger Márk        | magyar    | hátvéd      | 20  | Dunaszerdahely (szlovák I) | kölcsönből vissza        | 2023. évi nyári     | 2027           | –                  | [ 32 ] |
| 2023. június 30.    | Vitális Milán       | magyar    | középpályás | 21  | Dunaszerdahely (szlovák I) | kölcsönből vissza        | 2023. évi nyári     | 2025           | –                  | [ 33 ] |
| 2023. június 30.    | Kovácsik Ádám       | magyar    | kapus       | 32  | Fehérvár (NB I)            | kölcsönből vissza        | 2023. évi nyári     | 2024           | –                  | [ 34 ] |
| 2023. június 30.    | Szendrei Ákos       | magyar    | csatár      | 20  | Dunaszerdahely (szlovák I) | kölcsönből vissza        | 2023. évi nyári     | 2026           | –                  | [ 35 ] |
| 2023. július 3.     | Bekker Roland       | magyar    | hátvéd      | 21  | Tiszakécske (NB II)        | szabadon igazolható      | 2023. évi nyári     | Nem publikus   | ingyen             | [ 36 ] |
| 2023. július 5.     | Bencze Márk         | magyar    | csatár      | 23  | Tiszakécske (NB II)        | átigazolás               | 2023. évi nyári     | Nem publikus   | ismeretlen összeg  | [ 37 ] |
| 2023. július 7.     | Urblík Norbert      | szlovák   | hátvéd      | 19  | Dunaszerdahely (szlovák I) | átigazolás               | 2023. évi nyári     | 2027           | ingyen             | [ 38 ] |
| 2023. július 8.     | Toma György         | ukrán     | középpályás | 27  | Nyíregyháza (NB II)        | átigazolás               | 2023. évi nyári     | 2026           | ingyen             | [ 39 ] |
| 2023. július 11.    | Fodor Ferenc        | magyar    | hátvéd      | 32  | Tiszakécske (NB II)        | átigazolás               | 2023. évi nyári     | Nem publikus   | ingyen             | [ 40 ] |
| 2023. július 18.    | Sipőcz Bence        | magyar    | hátvéd      | 21  | Sopron (NB III)            | átigazolás               | 2023. évi nyári     | Nem publikus   | ingyen             | [ 41 ] |
| 2023. augusztus 7.  | Kiss Balázs         | magyar    | hátvéd      | 24  | Tiszakécske (NB II)        | átigazolás               | 2023. évi nyári     | Nem publikus   | ingyen             | [ 42 ] |
| 2023. augusztus 30. | Tuboly Máté         | magyar    | középpályás | 18  | Debreceni VSC (NB I)       | kölcsön                  | 2023. évi nyári     | 2024           | –                  | [ 43 ] |
| 2023. szeptember 6. | Hanzli Péter        | magyar    | csatár      | 21  | Somorja (szlovák II)       | kölcsön                  | 2023. évi nyári     | 2024           | –                  | [ 44 ] |
| 2023. szeptember 7. | Nicolás Morínigo    | paraguayi | csatár      | 23  | Kazincbarcika (NB II)      | kölcsön                  | 2023. évi nyári     | 2024           | –                  | [ 45 ] |
| 2024. január 1.     | Nicolás Morínigo    | paraguayi | csatár      | 23  | Tacuary (paraguayi I)      | átigazolás               | 2024. évi téli      | Nem publikus   | ingyen             | [ 46 ] |
| 2024. január 23.    | Eduard Pap          | román     | kapus       | 29  | Oțelul Galați (román I)    | szabadon igazolható      | 2024. évi téli      | 2024           | ingyen             | [ 47 ] |
| 2024. január 28.    | Buna Gábor          | magyar    | hátvéd      | 21  | Tatabánya (NB III)         | kölcsön                  | 2024. évi téli      | 2024           | –                  | [ 48 ] |
| 2024. február 14.   | Lacza Alex          | szlovák   | csatár      | 19  | PMFC (NB II)               | kölcsön, vételi opcióval | 2024. évi téli      | 2024           | –                  | [ 49 ] |
| 2024. február 16.   | Keresztes Krisztián | magyar    | hátvéd      | 24  | Dunaszerdahely (szlovák I) | átigazolás               | 2024. évi téli      | 2025           | ismeretlen összeg  | [ 50 ] |
| 2024. február 23.   | Csóka Bálint        | szlovák   | csatár      | 20  | Somorja (szlovák II)       | kölcsön                  | 2024. évi téli      | 2024           | –                  | [ 51 ] |

### Szerződéshosszabbítások
| Dátum              | Név            | Nemzet | Poszt       | Kor | Szerződés hossza | Szerződés vége | Forrás |
| ------------------ | -------------- | ------ | ----------- | --- | ---------------- | -------------- | ------ |
| 2023. november 30. | Tóth Rajmund   | magyar | középpályás | 19  | + 2 év           | 2026           | [ 52 ] |
| 2023. december 12. | Vingler László | magyar | középpályás | 18  | + 2 év           | 2026           | [ 53 ] |
| 2023. december 12. | Huszár Marcell | magyar | csatár      | 18  | + 2 év           | 2026           | [ 53 ] |

### Vezetőedző-váltások
| A távozás ideje   | Távozott vezetőedző | A távozás indoka | Helyezés | Érkezett vezetőedző | A kinevezés ideje | Forrás        |
| ----------------- | ------------------- | ---------------- | -------- | ------------------- | ----------------- | ------------- |
| 2024. február 24. | Antonio Muñoz       | menesztették     | 2. hely  | Kuznyecov Szergej   | 2024. február 24. | [ 54 ] [ 55 ] |

## Jelenlegi keret
Utolsó módosítás: 2024. február 26.
A vastaggal jelzett játékosok felnőtt válogatottsággal rendelkeznek.
A dőlttel jelzett játékosok kölcsönben szerepelnek a klubnál.
*A tartalékcsapatban is pályára lépő játékosok.
| Mezszám                | Név               | Nemzetiség     | Születési hely    | Születési idő (kor)            | Korábbi csapat           | Érték (€) | Szerződés lejárta |
| Kapusok                | Kapusok           | Kapusok        | Kapusok           | Kapusok                        | Kapusok                  | Kapusok   | Kapusok           |
| ---------------------- | ----------------- | -------------- | ----------------- | ------------------------------ | ------------------------ | --------- | ----------------- |
| 12                     | Ruisz Barnabás    | HUN            | Győr              | 2002. január 22. (23 éves)     | Utánpótlásból került fel | 250 000   | 2025.06.30.       |
| 26                     | Gyurákovics Erk   | HUN            | Pozsony           | 1999. július 21. (26 éves)     | FC ŠTK 1914 Šamorín      | 100 000   | 2025.06.30.       |
| Védők                  |                   |                |                   |                                |                          |           |                   |
| 4                      | Luciano Vera      | argentin       | Wanda             | 2002. február 9. (23 éves)     | FC DAC 1904              | 200 000   | 2024.06.30.       |
| 6                      | Matteo Lucarelli* | olasz          | Livorno           | 2001. október 10. (23 éves)    | Tsarsko Selo             | 10 000    | 2024.06.30.       |
| 13                     | Fábio Vianna      | portugál       | Vila Real         | 1998. október 8. (26 éves)     | FC Farul Constanța       | 300 000   | Nem publikus      |
| 14                     | Szujó Attila      | HUN            | Kecskemét         | 2003. szeptember 14. (21 éves) | Debreceni VSC            | 100 000   | 2025.06.30.       |
| 18                     | Csontos Dominik   | HUN            | Székesfehérvár    | 2002. november 8. (22 éves)    | Mezőkövesd Zsóry FC      | 175 000   | 2025.06.30.       |
| 19                     | Szépe János       | szlovák        | Galánta           | 1996. március 15. (29 éves)    | MTK Budapest FC          | 300 000   | 2025.06.30.       |
| 25                     | Deian Boldor      | román          | Temesvár          | 1995. február 3. (30 éves)     | AFC Chindia Târgoviște   | 600 000   | Nem publikus      |
| 73                     | Kovács Márk       | román          | Nagyvárad         | 2004. július 17. (21 éves)     | FC DAC 1904              | 150 000   | 2024.06.30.       |
|                        | Urblík Norbert    | szlovák        | Ipolyság          | 2004. április 18. (21 éves)    | FC DAC 1904              | 25 000    | 2024.06.30.       |
| Középpályások          |                   |                |                   |                                |                          |           |                   |
| 5                      | Paul Anton        | román          | Beszterce         | 1991. május 10. (34 éves)      | FC UTA Arad              | 450 000   | 2025.06.30.       |
| 6                      | Tóth Rajmund      | HUN            | Győr              | 2004. április 9. (21 éves)     | Utánpótlásból került fel | 100 000   | 2026.06.30.       |
| 8                      | Gabriel Boschilia | brazil · olasz | Piracicaba        | 1996. március 5. (29 éves)     | Coritiba FBC             | 1 700 000 | 2024.06.30.       |
| 10                     | Claudiu Bumba     | román · HUN    | Nagybánya         | 1994. január 5. (31 éves)      | Fehérvár FC              | 300 000   | 2025.06.30.       |
| 16                     | Vingler László    | HUN            | Győr              | 2005. október 31. (19 éves)    | Utánpótlásból került fel | 200 000   | 2026.06.30.       |
| 36                     | Riquelme          | brazil         | São Paulo         | 2002. október 2. (22 éves)     | FC DAC 1904              | 125 000   | 2024.06.30.       |
| 91                     | Kiss Máté*        | HUN            | Győr              | 1991. április 30. (34 éves)    | Zalaegerszegi TE FC      | 75 000    | 2024.06.30.       |
| 92                     | Michal Škvarka    | szlovák        | Martin            | 1992. augusztus 19. (32 éves)  | PAE APÓ Levadiakósz      | 350 000   | Nem publikus      |
| Támadók                |                   |                |                   |                                |                          |           |                   |
| 7                      | Mamady Diarra     | Mali           | Bamako            | 2000. június 26. (25 éves)     | Cádiz CF B               | 300 000   | 2025.06.30.       |
| 21                     | Yasin Hamed       | Szudán · HUN   | Nagyszalonta      | 1999. szeptember 12. (25 éves) | Nyíregyháza Spartacus FC | 125 000   | 2024.06.30.       |
| 27                     | Nenad Lukić       | szerb          | Szávaszentdemeter | 1992. szeptember 2. (32 éves)  | Csangcsun Jataj FC       | 600 000   | 2025.06.30.       |
| 55                     | Christopher Kröhn | osztrák        | Bécs              | 1999. május 4. (26 éves)       | Floridsdorfer AC         | 175 000   | 2025.06.30.       |
| 96                     | Huszár Marcell    | HUN            | Győr              | 2005. május 7. (20 éves)       | Utánpótlásból került fel | 250 000   | 2026.06.30.       |
| 97                     | Farkas Balázs     | HUN            | Győr              | 2002. március 27. (23 éves)    | Utánpótlásból került fel | 75 000    | Nem publikus      |
|                        | Hanzli Péter      | HUN            | Székesfehérvár    | 2002. április 27. (23 éves)    | Utánpótlásból került fel | 50 000    | Nem publikus      |
|                        | Tarcsi Róbert     | szlovák        | Komárom           | 2004. február 20. (21 éves)    | FC ŠTK 1914 Šamorín      | 10 000    | 2024.06.30.       |
| Kölcsönadott játékosok |                   |                |                   |                                |                          |           |                   |
| Név                    | Poszt             | Nemzetiség     | Születési hely    | Születési idő (kor)            | Kölcsönben itt           | Érték (€) | Kölcsön lejárta   |
| Buna Gábor             | védő              | HUN            | Kaposvár          | 2002. május 24. (23 éves)      | FC Tatabánya             | 75 000    | 2024.06.30.       |
| Tuboly Máté            | középpályás       | HUN            | Budapest          | 2004. szeptember 15. (20 éves) | Debreceni VSC            | 150 000   | 2024.06.30.       |
| Csóka Bálint           | támadó            | szlovák        | Dunaszerdahely    | 2003. március 20. (22 éves)    | FC ŠTK 1914 Šamorín      | 125 000   | 2024.06.30.       |
| Lacza Alex             | támadó            | szlovák · HUN  | Zselíz            | 2004. június 17. (21 éves)     | Pécsi Mecsek FC          | 125 000   | 2024.06.30.       |

## Vezetőség és szakmai stáb
2024. február 26-án lett frissítve.
| Vezetőség                       | Vezetőség                       | Szakmai stáb     | Szakmai stáb      |
| ------------------------------- | ------------------------------- | ---------------- | ----------------- |
| Tulajdonos                      | Világi Oszkár                   | Vezetőedző       | Kuznyecov Szergej |
| Klubigazgató                    | Tóth Miklós                     | Asszisztens edző | Dmytro Pakhomenko |
| Ügyvezetői asszisztens          | Világi Bálint                   | Asszisztens edző | Lipták Zoltán     |
| Sportigazgató                   | Köteles László                  | Erőnléti edző    | Petar Milcanovic  |
| Fehér Miklós Labdarúgó Akadémia | Fehér Miklós Labdarúgó Akadémia | Kapusedző        | Sebők Zsolt       |
| Akadémia igazgató               | Havas Máté                      | Technikai vezető | Nagy Ádám         |
| Szakmai igazgató                | Oross Márton                    | Csapatorvos      | Dr. Ágh László    |
| Utánpótlás technikai vezető     | Simon András                    | Masszőr          | Kovács István     |
|                                 |                                 | Fizioterapeuta   | Forrás Fernanda   |
| Kit manager                     | Hernek Ervin                    |                  |                   |